# Société américaine de tempérance
La Société américaine de tempérance, en anglais : American Temperance Society (parfois abrégé en « ATS ») ou la American Society for the Promotion of Temperance, était une société établie le 13 février 1826 à Boston,. Cinq ans après sa création, la société comptait 2 220 chapitres aux États-Unis pour un total de 170 000 membres qui avaient fait la promesse de ne pas boire de boissons spiritueuses. Au bout de 10 ans, il y avait 8 000 groupes locaux comptant 1 500 000 membres ayant fait cette promesse.
La société bénéficia et contribua au sentiment de réforme du pays, promouvant l'abolition de l'esclavage, l'augmentation des droits des femmes, la tempérance et l'amélioration de la société. Probablement du fait de son lien avec les mouvements antiesclavagistes, la société eut plus de succès dans les États du nord des États-Unis.
Après un temps, les groupes de tempérance ont fait pression pour rendre la prohibition de l'alcool obligatoire, au lieu de promouvoir l'abstinence volontaire. La société américaine de tempérance fut la première organisation d'un mouvement social parvenant à mobiliser un soutien national massif pour une réforme.

## Membres notables
- Lyman Beecher
- Joshua Leavitt
- John Wheeler Leavitt

## Sources
- (en) Cet article est partiellement ou en totalité issu de l’article de Wikipédia en anglais intitulé « American Temperance Society » (voir la liste des auteurs).